# Sacra Corona
A Sacra Corona Koltay Gábor 2001-ben, az államalapítás millenniuma alkalmából bemutatott történelmi játékfilmje. A történet az Árpád-ház 11. századi trónharcait dolgozza fel. Főszereplők Szarvas Attila, Horkay Péter, Oberfrank Pál, Szent Gellért szerepében Franco Nero is feltűnik.
A film alkotóinak egyik fő történelmi forrása minden bizonnyal a Gesta Ladislai regis címen fennmaradt krónika lehetett, hiszen annak szerzője kifejezetten az érintett korszakot – a mogyoródi csatát, előzményeit és következményeit – dolgozta fel, lényegében kortársként, és a film történetvezetésével egyező módon egyértelműen László hősiessége szempontjából.

## Története
A film története az 1046-os évben indul. Az első képsorokon Gellért püspököt látjuk, amint egy paptársával, Mór atyával (a még I. István által kinevezett pécsi püspökkel) együtt halad a magyar vidéken, amikor magyar pogány lázadók támadnak rájuk, és megölik Gellértet.
Ebben az évben lépett a magyar trónra a 33 éves András, aki uralkodása kezdeti éveiben, fiú utód híján öccsének, Béla hercegnek ígérte az utódlás lehetőségét. Uralkodása közben azonban, 1053-ban fia született, aki a Salamon nevet kapta, ettől fogva őt szánta örökösének, ez pedig utat nyitott a testvérharcnak. Ennek elkerülése érdekében András király a halála előtti évben Várkonyba hívta Bélát, és annak két fiát, Gézát és Lászlót. Itt zajlott le a magyar történelmi legendakincs egyik közismert története, mely szerint András felajánlotta öccsének a választást a kard és a korona között, de Bélát a jelenlévők egyike, Miklós ispán idejében figyelmeztette, hogy a kardot válassza, máskülönben veszélybe kerül az élete. Miután Béla a kardot választotta, átengedve a koronát Salamonnak, Lengyelországba távozott, egy hívére, György ispánra bízta fiai nevelését. Csak ekkor, a film kilencedik percében jelenik meg a film valódi főcíme, ebből válik nyilvánvalóvá a néző számára, hogy mindez eddig csak előzménye volt a valódi történetnek.
András halála után mégis öccse, Béla szerezte meg a trónt, de három év múlva tisztázatlan módon ő is elhunyt; ezt követően „országrontó belháború” kezdődött. Mór atya 1064-ben a városába hívta a három királyfit, hogy ott örök béke megkötésére vegye rá őket. A békekötés szándékára azonban már a találkozás pillanata is árnyékot borít, Salamon ugyanis gúnyos, ellenséges hozzáállással fogadja a két vetélytársát, akik pedig azzal biztatják, hogy segítő szándékkal érkeztek az ország nehéz külpolitikai helyzetére is tekintettel. A Mór püspök által elfogadtatni javasolt békeszerződés-tervezet azt is rögzíti, hogy milyen birtokokat és tisztségeket kaphat meg Béla két fia, a Salamon-párti Vid ispánnak azonban ez sem tetszik és a szerződés ellen lázítja a fiatal királyt. Az egyezségre végül azért mégiscsak rákerül a három királyi sarj szignója.
A következő jelenetben Salamon uralkodása ellen tiltakozó magyarok körében járunk, akik Gézát akarják királyuknak. Salamon vásári gúnyolása nem tart sokáig, katonák érkeznek – Vid ispán emberei –, akik szétverik az élcelődő sokadalmat. Közben a püspöki székhelyen Géza amiatt emészti magát, hogy a húsvéti ünnepen neki kell majd Salamon fejére tenni a koronát, és fejébe veszi, hogy egy nyitrai remete önkínzó szöges cingulusával akar vezekelni bűneiért. Lázadó magyar urak is érkeznek, akik arra biztatják Gézát, hogy szálljon szembe Salamonnal a koronáért; őket Mór püspök csillapítja le, majd az 1064. április 11-i húsvéti szertartás is bonyodalmaktól mentesen zajlik le, mindössze néhányan vannak a jelenlévő magyar főurak közt, akik nem csatlakoznak Vid ispánhoz a király éltetésében. [Salamon ténylegesen mindössze 11 éves volt a koronázásakor, így film itt kicsit lazán viszonyul a valósághoz.]
Kisvártatva egy harctéren folytatódik a történet, ahol Salamon bátorítja a magyar hadsereget, akik alapvetően a besenyőkkel való megütközésre készülnek, a király azonban tudatja velük, hogy több más irányból is várható fenyegetés, melyekkel szemben ugyancsak helyt kell állniuk. Együtt győzhetetlenek vagyunk – biztatja a katonákat Salamon, testvéreiként említve a hadsereget erősítő Gézát és Lászlót; a hadszíntér közelében, ütközetre készülve ők hárman újból esküt is tesznek szövetségükre. A harcban a besenyőket pihenés közben sikerül meglepnie a magyar seregnek, és bár a magyarok is igen érzékeny veszteségeket szenvednek, övék a győzelem, amiből a király és a hercegek személy szerint is kiveszik a részüket. A csata (az 1068-as cserhalmi csata) vége felé egy alkalommal Peterd ispán menti meg László életét, aki pedig legvégül személyesen végzi ki rövid üldözést követően a besenyők vezérét, megmentve egyúttal egy, általa elrabolt magyar lányt is.
Miközben a halottak temetése zajlik, a jelenlévő főurak a háttérben vitatkoznak és egymást hergelik azzal kapcsolatban, hogy mit tartanának követendő politikának, közben Géza és László között is nő a véleménykülönbség – Géza a megbocsátás fontosságát hangoztatja, László rezzenetlen arccal fogadja szavait. A győzelem örömére szervezett udvari mulatságon élesedik a feszültség, a főurak egy része Salamont élteti a diadal miatt, aki viszont Lászlót provokálja, hogy tőle is dicsérő szavakat halljon.
Amikor László szólásra emelkedik, az egész terem elcsendesedik, így néma csendben hangzanak el szavai: „Apánk kardjával vívtunk, apánk keze vezetett!” – végül mégis Salamont nevezi a csata hősének. Amikor azonban Salamon a regöst is felszólítja egy dicsőítő ének előadására, a vak férfi – nem kis megütközésére – végig Lászlót méltatja az énekében. A király kérdőre vonja a regöst, aki közli, hogy neki Lászlóról kell énekelnie, mert ezt a parancsot kapta – így parancsolta neki az Isten.
Egy bizánci templomban folytatódik a történet, ahol a pópát látjuk, amint áldást kér Lászlóra, aki Géza tanácsára valóban a megbocsátás mellett döntött és visszavitte hazájukba a görög foglyokat. Keresztet adományoznak Lászlónak, hogy az védje őt a hazaúton, amire ő ennyit válaszol: „Egy az istenünk, csak az ima nyelve más”. Közben Vid ispán tovább hergeli Salamont a hercegek ellen, és a nyitrai dukátusért cserében egy merénylet végrehajtását ajánlja fel számára Géza ellen, ami szerinte elrettentheti a királlyal szembeni lázadástól Lászlót is. Salamon rövid tétovázás után áldását adja az ajánlatra; azt csak a nézők látják, hogy beszélgetésüknek egy fültanúja is volt…
Vilmos apát, a fültanú a hírrel egyenesen Gézához siet, de nem négyszemközt, hanem Peterd és Bikács jelenlétében számol be értesüléséről. A főurak ugyan Géza híveinek mutatják magukat, mégis igyekeznek belefojtani a szót az apátba. Közben Vid már nekiállt, hogy végezzen azokkal, akiket lázadónak tart, elsőként Szolnokkal és háza népével végez, majd kisvártatva már Gézán készül rajtaütni, közben Peterd és Bikács tájékoztatja arról, hogy az apát révén Géza megtudta a merénylet tervét. Gézát végül két híve menekíti ki a táborából, Vid támadása elől.
Géza Lászlóhoz menekül, ahol beszámol a vele történtekről, és elmondja, úgy tűnik, Salamon nem nyughat addig, amíg ők ketten élnek. László eltökéli magát: harcolni fog, Géza viszont, mint mindig, most is inkább békét akar. Vid közben a király előtt kényszerül magyarázkodni fiaskója miatt, Salamon amiatt dühöng, hogy senki sem fogja majd elhinni, hogy a merénylet tervéről nem volt tudomása. A királyné és Vid a csatára biztatja Salamont, aki viszont emlékezteti őket arra, hogy a hercegek valójában a szövetségesei. Az akaratgyenge uralkodó végül ezúttal is beadja derekát, hogy megküzdjön Lászlóékkal, „életre-halálra”.
A csatában (mely a történelmi tényeket tekintve azonos lehet a mogyoródi csatával) Géza súlyos sebet kap, Vid viszont halálosan megsebesül, Salamon megfutamodik, Lászlónak pedig látomása támad, megnyílik előtte az ég, és egy angyalok által közrefogott korona képe jelenik meg a szemei előtt. Ezt bizonyosságnak tekinti arra vonatkozóan, hogy Isten velük van, a korona és az ország most már őket illeti. Közben Salamon lelkébe még Judit is belegázol, és amikor ezt zokon venné, előveszi és felolvassa Gergely pápa neki írt levelét, melyben megrója viselkedése miatt a királyi erkölcs útjáról letért Salamont. Judit végül még férfiként is megalázza őt, és közli: soha többé nem akarja látni.
Lászlóhoz közben megérkezik jegyese, Adelhaid, Rudolf német király lánya, akit László figyelmeztet, hogy veszélyes kíséret nélkül utaznia, kiderül az is, hogy éppen Peterd és Bikács fosztogat a környéken. A két martalócon László rajta is üt a közelben, amint azok éppen egy templomban akarnak végezni az ott rejtőzködő, lázadónak tartott parasztokkal, s az őket rejtegető papot meg is ölik. László nem kegyelmez a templom menedék mivoltával védekező, közben éppen azt megszegő Peterdnek. Erről értesül Adelhaid is, aki ezt a következő jelenetek egyikében fel is rója ezt Lászlónak, de végül megbékél vele.
A magyar urak és főpapok egyre indulatosabban viseltetnek az ország helyzete iránt, és már köreikben is felmerül, hogy alkalmasabb királyt kellene választani Salamon helyett, a háborgó urakat László igyekszik lecsillapítani, feltéve nekik a kérdést, hogy a testvérháború folytatódását kívánják-e inkább, a magyar földön garázdálkodó ellenségekkel, vagy az egység létrejöttét, törvényeket és békét. Senki sem felel, ő azonban folytatja: a békét Géza királlyá választása tudná biztosítani, ezért arra kéri az urakat, hogy válasszák Gézát az ország uralkodójává. Eközben érkeznek meg a bizánci császár követei, Dukász Mihály Géza hercegnek küldött hála-koronájával, amiért Géza feltétel nélkül bocsátotta szabadon görög foglyait, valamint annak emlékére, hogy a Hieroteosz püspök által magyar földön építtetett templomokban görög papok hirdették legelőször a keresztény igét. A korona átadásakor a jelen lévő urak már az ország választott királyaként üdvözlik Gézát.
Salamon eközben egyre több italba fojtja dühét és bosszút forral, amikor katonák érkeznek, hogy elfogják őt. A részeg Salamon válogatott halálnemekkel, élve eltemettetéssel fenyegeti a parancsnokot és katonáit, de egyre kevésbé ura szavainak és mozdulatainak, végül legurul a kocsma lépcsőjén és hanyatt zuhan egy sáros pocsolyába, végképp elvesztve ezzel méltóságát. Géza királlyá koronázását már semmi módja nincs megakadályozni, amire a következő jelenetben sor is kerül, jelentős egyházi pompával. Közben azonban egy híve megsúgja Lászlónak: Géza nagyon beteg, megroppantotta egészségét az általa évek óta használt, önsanyargató szeges öv...
Két évvel később folytatódik a történet, amikor egy pünkösdi mulatságban az egyik idős székely, mindenki által jól hallhatóan közli: Géza meg fog halni. László ezért kérdőre vonja, válaszként a székely csak annyit mond: ő László mellett áll, és kérte, hogy végezze be azt a munkát, amit apja, Béla király rá bízott, mert magyar magyar ellen harcol, és a világ kifordult önmagából. Ekkor érkezik a király küldötte azzal üzenettel, hogy Géza látni kívánja Lászlót – a herceg fel is keresi Gézát, aki azonban ekkor már haldoklik, és csak pát mondatot tudnak váltani egymással; Géza az öccsére bízza fiait, és kéri, hogy Salamonnak ne essék bántódása az ő halála után sem.
Géza halála után László egy templomban Istenhez fohászkodik biztatásért, ekkor földöntúli fény árad szét a székesegyházban, és megjelenik László előtt Szent Gellért alakja, aki arra szólítja fel Lászlót, hogy öltse magára Isten fegyverzetét a gonosz erői ellenében, és a lélek kardjával zúzza szét a gonosz hatalmasságokat, akik ellen az utolsó csepp vérig küzdeni kell, ezáltal viszont elnyerhető az örök üdvösség. Hangsúlyozza: az országnak király kell, aki tudja, mi a szeretet, de büntet is, ha kell, és elmondja: Árpád óta László az első olyan magyar fejedelem, akit az egész nép elfogad, Isten ezért őt rendelte arra, hogy végre megbékéltesse azt országot. „Tedd naggyá, fejezd be, ami István halálával félbeszakadt” – kéri Lászlót a látomásként megjelent Gellért püspök.
A következő jelenetsorban 1083-ban Fehérváron járunk, László ekkor már hat éve király. Egy székesegyházban egy szarkofágot bontanak fel: István király sírja az, akivel kapcsolatban a látomásban megjelent Gellért arra kérte Lászlót, hogy tisztelje szentként. A sír fedele azonban nem mozdul, amire egy hamarosan felbukkanó öreg apáca ad magyarázatot: az ő látomása szerint addig nem nyílik meg István koporsója, amíg László Visegrádon fogságban tartja Salamont. A király megfogadja az intést, már a következő jelenetben azt látjuk, hogy László kegyesen kiengedi fogságából a még mindig kihívóan viselkedő, vele még ekkor is kötekedő Salamont. Így már könnyen nyílik a királyi szarkofág, majd az érsek kiemeli a sírból István koronáját és Lászlónak nyújtja.
László ez alkalommal megfogadja: folytatja szentéletű testvére, Géza munkáját, visszatér az országalapító István művéhez, és elrendeli a Szent Jobb oltárra emelését, István király szentté avatását, egyben kérve a szent király segítségét ahhoz, hogy sikerüljön a magyar népet a nagy nemzetek sorába emelni. A király egymásra emeli István és Géza koronáit, ezzel megteremtve a ma ismert Szent Koronát, a zárójelenetben pedig ez az egyesített korona kerül fel László fejére. A film László királyi eskütételével zárul.

## Közreműködők

### Szereplők
- Oberfrank Pál – Géza király
- Szarvas Attila (szinkronhangja Selmeczi Roland) – László király
- Horkay Péter –  Salamon király
- Franco Nero (szinkronhangja Haás Vander Péter) – Szent Gellért
- Ónodi Eszter – Judit, Salamon felesége
- Földi László – Vid ispán
- Auksz Éva – Adelaide
- Bartus Gyula (szinkronhangja Tarján Péter) – Szolnok ispán
- Wohlmuth István – Bikács ispán
- Bicskey Lukács – Peterd ispán
- Czikéli László: András király
- Kovács István – Béla király
- Tyll Attila – Nádorispán
- Berek Kati – Katalin nővér
- Mécs Károly – Mór püspök
- Kenderesi Tibor: Koppány érsek
- Sipos Imre: Osul vezér
- Szélyes Imre: György ispán
- Barabás Kiss Zoltán: Parancsnok
- Kiss Jenő: Vilmos apát
- Hajtó Aurél: Dezső érsek
- Balogh Márton: Regös
- Miske László: Székely
- Ferenczy Csongor: Székely
- Török András: Székely
- Széles Anna: Kocsmárosné
- Makrai Pál: Magyar úr
- Sáfár Kovács Zsolt: Magyar úr
- Gyurity István (szinkronhangja Csuha Lajos): Magyar úr
- Kincses Károly: Pap
- Vizy György: Plébános
- Győri Emil (szinkronhangja Bubnó Tamás): Bizánci pópa
- Martity Miroszláv: Bizánci követ
- Urmai Gábor: Bizánci követ
- Aleksziev Dobrev Alekszi: Bizánci követ
- Kiss Szilvia: Virág
- Orosz Helga: Zsófia
- Naim Renáta: Szünadéne
- Sömjéni Gábor: Gyermek László
- Jobbágyi Máté: Gyermek Salamon
- Madarász Előd: Gyermek Géza

### Alkotók
- Író: Nemeskürty István
- Rendező: Koltay Gábor
- Kép: Novák Emil
- Zene: Koltay Gergely
- Gyártásvezető: Onódi György
- Vágó: Halász Lajos
- Jelmez: Kemenes Fanni
- Díszlet: Végvári Zsófia
- Hang: Balog Mihály
- Dramaturg: Jánosi Antal
- Gyártási koordinátor: Nagy Béla
- Producer: Somlai Zsuzsanna

## Nézettség
A nézettségi adatok szerint 256 341 jegyet adtak el rá.